# Costești (okręg Mehedinți)
Costești – wieś w Rumunii, w okręgu Mehedinți, w gminie Balta. W 2011 roku liczyła 185 mieszkańców.